# Moniuszko. Litanie ostrobramskie
Moniuszko. Litanie ostrobramskie (tytuł ang. "Moniuszko: Litanies of Ostra Brama") – album z nagraniem czterech "Litanii ostrobramskich" Stanisława Moniuszki w wykonaniu Chóru Polskiego Radia, Wrocławskiej Orkiestry Barokowej pod dyr. Jacka Kaspszyka i międzynarodowej grupy solistów, który ukazał się 8 maja 2015 nakładem Agencji Muzycznej Polskiego Radia (nr kat. PRCD 1928). Płytę wydano w Serii Moniuszkowskiej Programu Drugiego Polskiego Radia. Wydawnictwo otrzymało nominację do Fryderyka 2016 w kategorii Album Roku – Muzyka Chóralna, Oratoryjna i Operowa.

## Wykonawcy
- Anna Dennis – sopran
- Markéta Cukrová – alt
- Virgil Hartinger – tenor
- Jarosław Bręk – bas
- Chór Polskiego Radia
- Izabela Polakowska-Rybska – przygotowanie chóru
- Magdalena Lisak – pianoforte (poz. 15-18)
- Wrocławska Orkiestra Barokowa (poz. 1-14)
- Jacek Kaspszyk – dyrygent